# Los Prados (Málaga)
Los Prados es un barrio perteneciente al distrito Cruz de Humilladero de la ciudad de Málaga, Andalucía. Según la delimitación oficial del ayuntamiento, limita al norte con el polígono industrial San Luis; al este, con el barrio de La Estación; al sur, con las vías férreas de acceso a Málaga y la Estación de Los Prados; y al oeste, con los terrenos de la Hacienda Sánchez Blanca.
Los Prados es uno de los barrios periféricos de Málaga en los que se desarrolla la Fiesta de Verdiales, Bien de Interés Cultural de la categoría actividad de interés etnológico, según el gobierno autonómico. La fiesta de verdiales constituye una de las expresiones culturales de más fuerte arraigo en la provincia de Málaga y forma parte de su patrimonio inmaterial vivo. Hasta la década de 1960 los verdiales se focalizaban en los Montes de Málaga, pero a partir de esta década, con el fuerte éxodo rural, se desplazan paulatinamente a los barrios periféricos de la capital, siendo Los Prados uno de los lugares en los que los emigrados trasmitieron la tradición a las nuevas generaciones y a las élites de la capital, de manera que la fiesta pasó a ser sentida también como propia por los malagueños.

## Transporte
En autobús, queda conectado mediante una nueva línea que une la barriada de Los Prados con Ciudad Jardín, pasando por el centro de Málaga EMT: 
Tren de Cercanías de Málaga: C2
https://web.archive.org/web/20140115053622/http://www.emtmalaga.es/emt-classic/home.html
| Línea | Trayecto                          | Recorrido | Frecuencia |
| ----- | --------------------------------- | --------- | ---------- |
| 20    | Alegría de la Huerta - Los Prados |           | 15 minutos |